# GSC8550-1750
GSC8550-1750 — хімічно пекулярна зоря спектрального класу A0, що має видиму зоряну величину в смузі V приблизно  9,7.

## Пекулярний хімічний склад
Зоряна атмосфера GSC8550-1750 має підвищений вміст 
Si
.